# 薩季布涅
50°52′54″N 28°23′45″E / 50.88167°N 28.39583°E
薩季布涅（烏克蘭語：Садибне），是烏克蘭的村落，位於該國北部日托米爾州，由科羅斯堅區負責管轄，始建於1891年，面積0.43平方公里，海拔高度205米，2001年人口51，人口密度每平方公里119.44人。